# 541 TCN
541 TCN là một năm trong lịch La Mã.